# Matthieu Ong
Pour les articles homonymes, voir Ong.
Matthieu Ong, né le 12 juillet 1992 à Clichy, est un handballeur professionnel français.
Il mesure 1,80 m et pèse 70 kg. Il joue au poste d'ailier gauche pour le club du Pays d'Aix UC depuis la saison 2012-2013. Il est le capitaine du club provençal. 

## Biographie
Matthieu Ong est le fils de Bhakti Ong, ancien handballeur reconverti agent de joueurs, dont notamment Nikola Karabatic ou Daniel Narcisse. Sa sœur, Laura est volleyeuse internationale.
Originaire de Clichy, Matthieu Ong intègre le centre de formation du HBC Nantes  avant de passer professionnel au sein du club en 2010. Après deux saisons, il s'engage au sein du Pays d'Aix UC.